# Holden VY

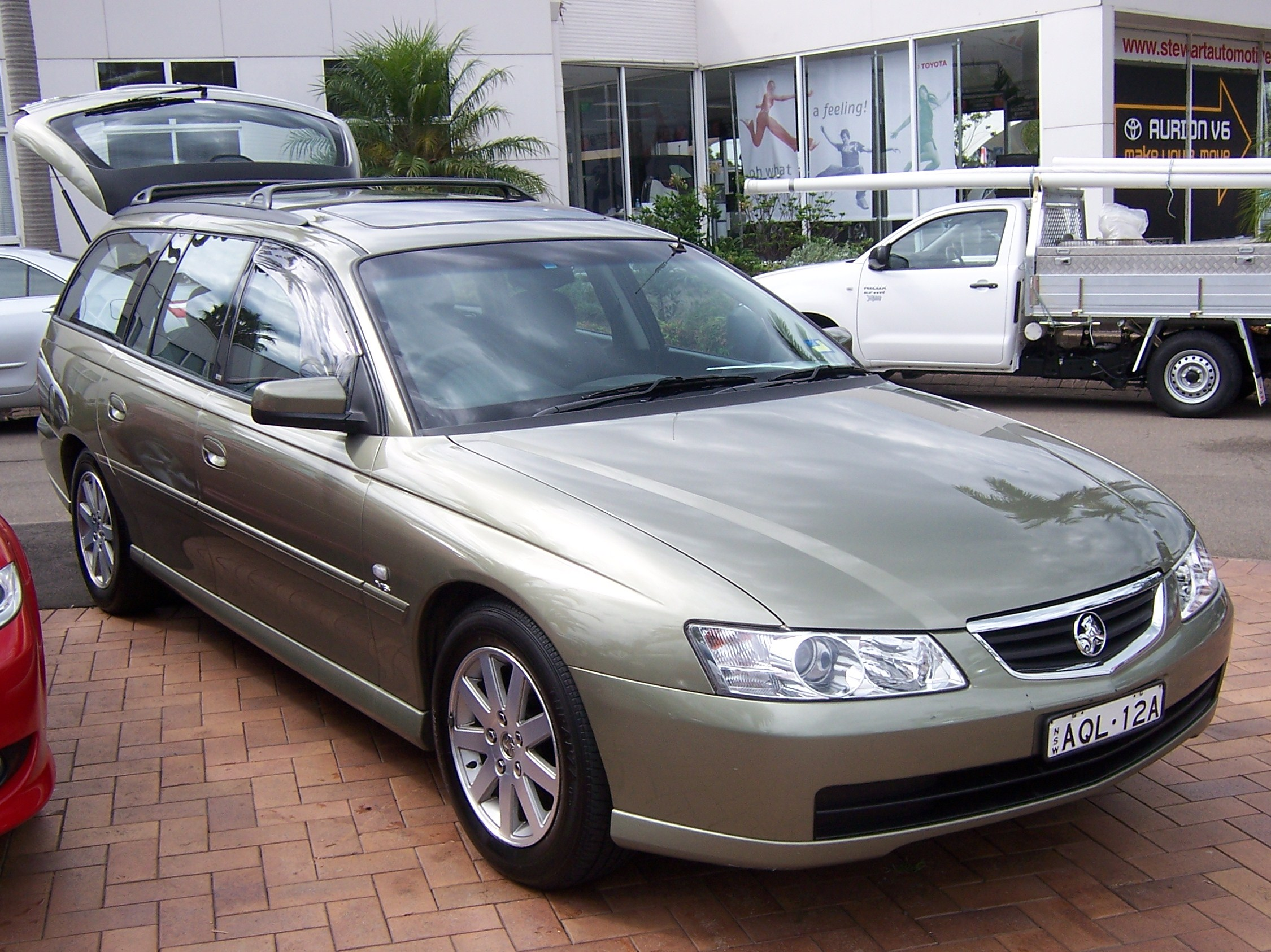
2002–2003 Holden Berlina (VY)

Der Holden VY ist ein in den Jahren 2002 bis 2004 von der australischen GM-Division Holden gefertigtes Automobil in den Ausführungen
- Modell Berlina,
- Modell Calais,
- Modell Commodore,
- Modell Crewman,
- Modell One Tonner und
- Modell Ute.